# ガーデニング

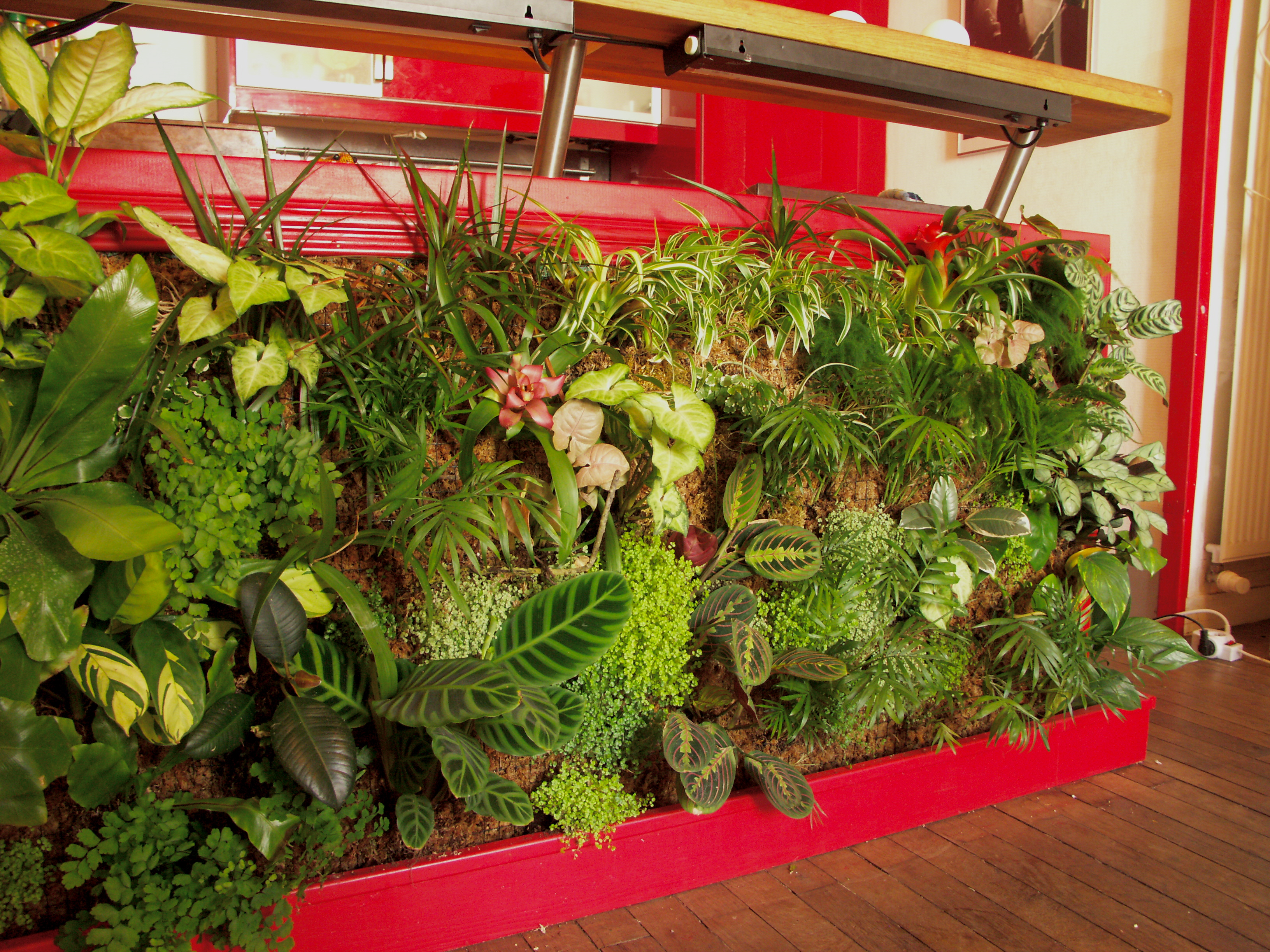
ガーデニングの例

ガーデニング（英語: Gardening）とは、家庭で行われる造園や園芸の一種。
なお日本でカタカナ表記「ガーデニング」は1990年代後半におきたブームの契機となり登場し、1997年には「ガーデニング」という言葉は流行語10選に選ばれた。
カタカナ語としての「ガーデニング」には趣味や家庭の園芸・造園という含意があるが、英語のgardeningにはその含みはない。

## 概説
自分が所有する庭（ガーデン）やベランダにおいて草花を植栽したり、柵や石畳などで装飾するなどして庭造りを楽しむこと。庭いじり。
今日では庭先での花の栽培のほか、家庭菜園を営むといった場合も、この名で呼ばれる。なお、「園芸」という言葉の英訳「horticulture」は、園芸学などの学術用語で使用され、一般の趣味園芸に関する範囲は「Gardening」である。

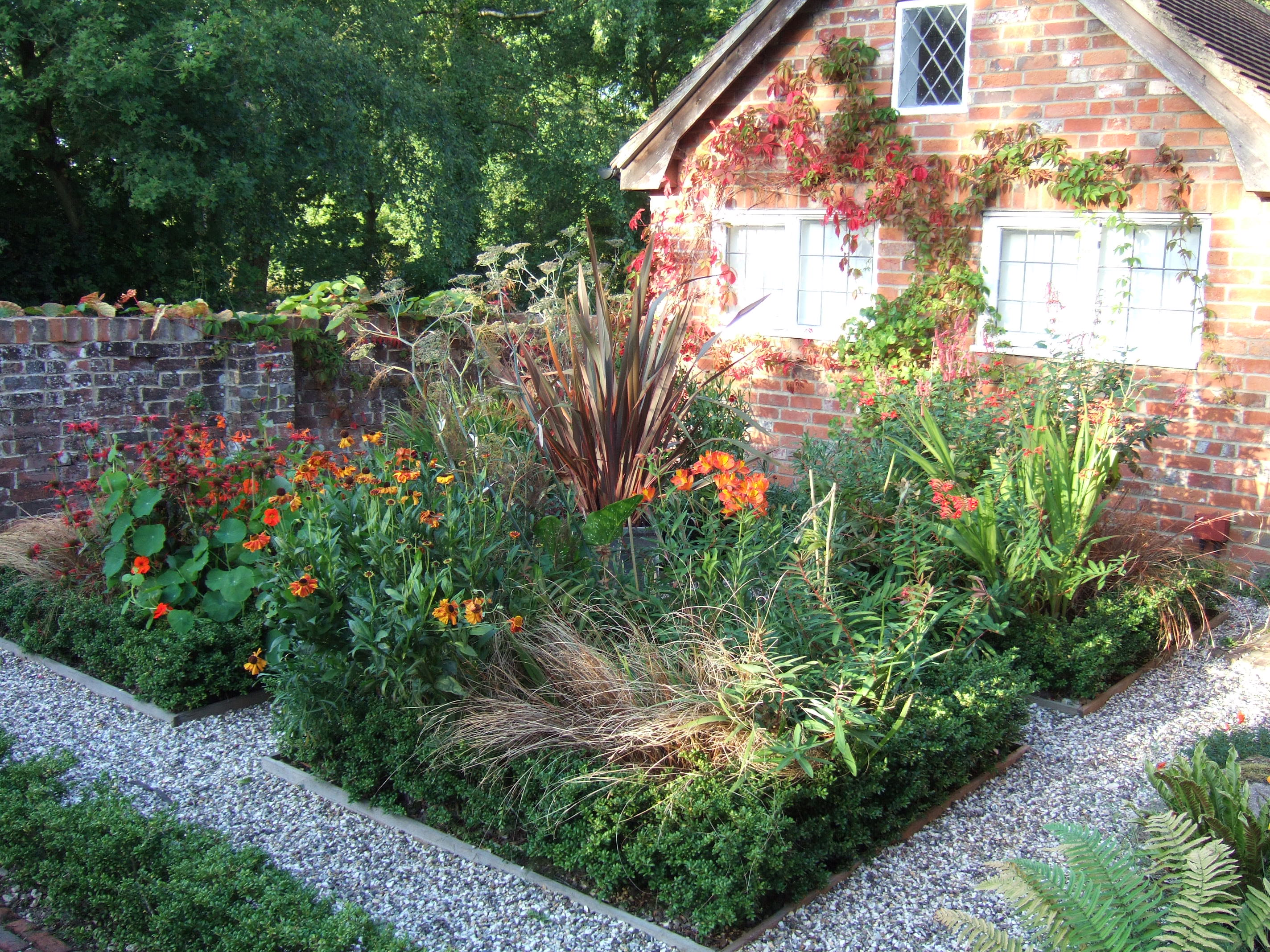
イングリッシュガーデンのパーティーの一部

ガーデニングから植物を育て、栽培する習慣となり、庭では観賞用の植物である花、リーフが全体的な外観として成長し根菜類 葉菜類 果物、ハーブなどの有用な植物は食用、染料として、または薬用もしくは化粧品としての用途で栽培されている。ガーデニングは多くの人々によってリラックスした活動であると考えられている。
ガーデニング範囲はフルーツの果樹園から大通りに一つまたは複数の異なる種類の低木、樹木作付けしたもの、草本植物を住宅の敷地の内に外に成長させたり大小容器で育てた植物、芝生と基礎作付けまである。
園芸は、一種類の植物しか生育していない、または混合植栽の中に多数の異なる植物を伴うような、非常に特殊なものもあり得る。それは植物の成長への積極的な参加を含み、そして労働集約的である傾向があり、農業または林業とは区分される。
庭づくりは、与えられた敷地と、建物の配置・構造、そしてまわりの各種の条件や目的に応じて庭を有効に利用し、満足させ、建物を含めて機能と美の調和をはかるように計画することが基本である。
庭の設計は、造園材料(例えば植木・石.コンクリート・水など)の使い方を示すものだけでなく、庭園を構成している要素を種々組み合わせる技術である。庭園構成の要素となるものには、「おおう」「くぎる」「さえぎる」「つなぐ」「つなぎ・くぎる」などがある。
- 「おおう」(地表のグランドカバー) 芝生・ささ・こけ・砂利・コンクリート・水など。
- 「くぎる」..園路・流れ・いけ垣.植込みなど。
- 「さえぎる」(空間をつくる) 門い・いけ垣・石垣・たな・日よけなど。
- 「つなぐ」(動線の有機的なつながり) 園路・通路・飛石・流れ・歩行路など。
- 「つなぎ・くぎる」階段・橋・水流.園路・歩行路など。

庭の設計のポイントは限られたスペースのなかにいかに使用者や鑑賞者の希望を盛り込んで、しかもまとまった庭にするかということである。「明るい、芝生の庭」「花壇を中心とした庭」というようにテーマをはっきりさせて造ることも一つの手法である。

## ガーデニングの歴史

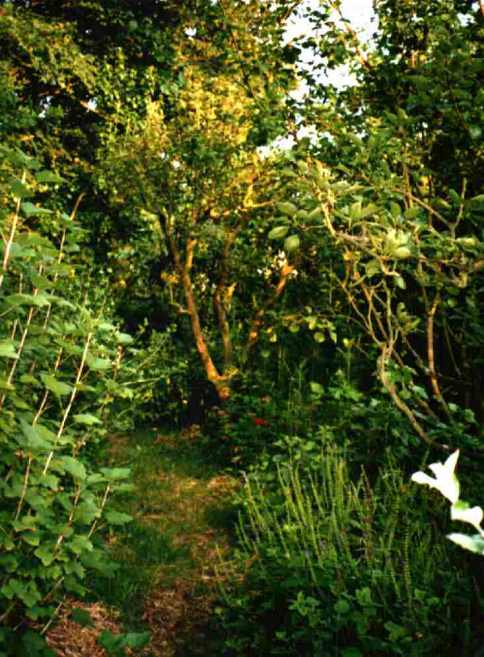
イギリス、シュロップシャー州のロバートハートの森林公園

### 古代
森林ベースでの食料生産システムである森林園芸は、世界で最も古い形態の園芸で森林庭園はジャングルに覆われた川岸に沿った先史時代とモンスーン地域の湿った丘陵地帯で始まり、家族が身近な環境を改善する漸進的な過程で、有用な樹木とつるの種が特定され保護されその課程で望ましくない種が排除される方法で改善されていく。最終的には外来種も選択されて庭園に組み込まれた。
最初の文明出現後、裕福な個人は美的目的のために庭園を作り始めた。新王国 （紀元前1500年頃）からの古代エジプト墓画は装飾用園芸と景観デザインの最も初期の物理的証拠を一部提供している。彼らは アカシアとヤシの木での対称的な列に囲まれた蓮池を描いているが、古代の装飾的な庭園で注目に値する例は、古代世界の七不思議の一つであるバビロンの空中庭園のハンギングガーデンである。一方、古代ローマには何十もの庭園があったことが知られている。
裕福な古代エジプト人は日陰を提供するために庭を活用、エジプト人は神々が庭によって喜ばれたと信じ、木と庭を神と関連付けている。古代エジプトの庭園は多くの場合、木が並んで植えられた壁に囲まれていた。最も人気のある種の中にはナツメヤシ、シカモア、モミの木、ナッツの木、そしてヤナギであるが、これらの庭園はより高い社会経済的地位の証でありさらにワインは社会的階級の高まりのしるしであったため、裕福な古代エジプト人はブドウ畑を所有した。バラ、ポピー、ヒナギク、菖蒲もエジプト人の庭園にあった。
アッシリアはその美しい庭園でも有名であるが、面積は広くて大きくなる傾向があり、そのうちいくつかは狩猟ゲームに使用されていた - 今日のゲームリザーブのように - そして他のものはレジャーガーデンとしても活用され、サイプレスとヤシの木はなかでも最も頻繁に植えられた種であった。
古代ローマ庭園がヘッジ及びブドウとレイアウトの他に草花-多種多様のアカンサス、ヤグルマギク、クロッカス、シクラメン、ヒヤシンス、アイリス、ツタ、ラベンダー、ユリ、ギンバイカ、水仙、ケシ、ローズマリーおよびスミレを。なども彫像や彫刻だけでなく活用した。花壇は裕福なローマ人宅の中庭を飾るのに人気があった。

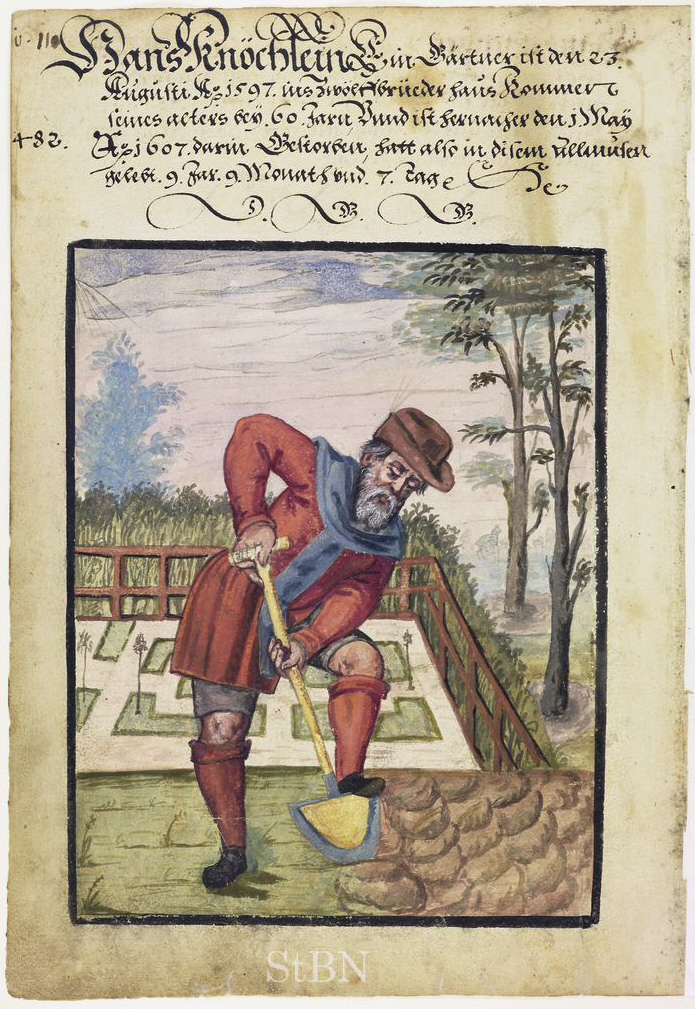
職場の庭師、1607

### 中世
中世は、園芸に関して、審美的な目的のために庭園が衰退した時期を表しており、ローマの崩壊後薬草の栽培や教会の祭壇装飾を目的として園芸が行われた。ヨーロッパの中世の間に修道院は庭の設計そして激しい園芸の技術の伝統を続けた。一般的に、修道院の庭のタイプは家庭菜園、診療所の庭、墓地の果樹園、回廊のガースとブドウ畑から成り、個々の修道院はまた「緑の裁判所」馬が放牧することができる草や樹木の区画、ならびに僧院内の特定の役職を持つ僧侶のための地下室の庭園または専用庭園を有していたとされている。
イスラム庭園はペルシャ庭園のモデルに基づいて建てられたもので、通常は壁で囲まれ、水路で4つに分けられていたが、一般的に、庭の中心にはプールやパビリオンがある。イスラム庭園に特有のものは、これらの庭園に建てられた丘や噴水を飾るために使用されるモザイクと艶をかけられたタイルである。
13世紀後半までに、裕福なヨーロッパ人はレジャーのため、薬草と野菜を庭で育て始めた。動物から保護し隔離するため壁で庭を囲む次の2つの世紀の間にヨーロッパ人は芝生を植え始め、花壇とバラの花壇を育て始めた。果樹はこうした庭で一般的であり、また芝生の座席があった。同時に修道院の庭園は花や薬草を育てる場所だったが、僧侶たちが自然を楽しんでリラックスできる空間でもあった。
16世紀と17世紀の庭園はレイアウトが対称で均衡がとれており、より古典的な外観とバランスが取れていたが、これらの庭園のほとんどは中心軸を中心に作庭されたもので、ヘッジによってさまざまな部分に分けられていた。一般的に庭園には花壇が正方形にレイアウトされ、砂利道で区切られていた。
ルネッサンスの庭園は彫刻、トピアリー、噴水で飾られてますが、17世紀になると結び目庭園がヘッジメイズと共に人気になった。この頃には、ヨーロッパ人はチューリップ、マリーゴールド、ひまわりなどの新しい花を植え始めていく。

### コテージガーデン
エリザベス朝時代に出現したコテージガーデンはハーブや果物の地元産地として生まれたようである。 ある理論によると、彼らは1340年代の黒死病のせいで、非常に多くの労働者が亡くなり、個人的な庭園のある小さなコテージに土地が利用可能になったのであるが19世紀の伝説によるとこれらの庭園はもともと装飾のために間に植えられた花で、食品やハーブとを提供するために村のコテージに住んでいた労働者によってつくられた。農場労働者には、小さな庭に設定された建築品質を持つコテージが提供され-約1エーカー (0.40 ha) -食料を育て、豚や鶏を飼うことができる場所であった。
ヨーマンコテージの本格的な庭園には、蜂の巣と家畜、そして多くの場合、豚と巣箱が井戸と一緒にある。中世の農民のコテージは花よりも肉に興味を持っていた。ハーブは美しさよりもむしろ薬用として育てられていた。エリザベス朝時代になると繁栄が進み、花を育てる場所が増え、初期のコテージガーデンの花でさえも、通常は実用的な用途があり、スミレは床に広がっていた（心地よい香りと害虫を防ぐため）。カレンデュラとサクラソウは魅力的で料理にも使われていたが、スウィートウィリアムや葵など他のものは完全にその美しさの鑑賞用で育てられた。

### 18世紀
18世紀には、庭園は壁なしでもっと自然にレイアウトされた。目に見えないように小さな川を堰き止めることによって形成された木、蛇行した湖に散りばめられた、邸宅へまっすぐに走る滑らかな起伏のある草といったこのスタイルは、ランドスケープガーデニングの「みえない庭園」形の新しいスタイルで、これは以前の整形式にパターン化されたスタイルをほとんどすべて一掃。イングリッシュガーデンは通常木々の木立を背景に芝生を湖を含め、多くの場合、shrubberies、洞窟、パビリオン、橋、フォリーなどで牧歌的な風景を再現するために設計されており、そのほかにはモスク寺院、ゴシック様式の遺跡、橋、他に絵になる建築などを導入したこの新しいスタイルが登場してから整形式で左右対称のア・ラ・フランセーズガーデンという17世紀を席巻したものからイングランドで18世紀初頭に登場したこのスタイルがヨーロッパの主要なガーデニングスタイルとして席巻。イングリッシュガーデンからは理想的な自然の景色を表す。クロード・ロレーヌとニコラス・プッサンによる風景画にインスパイアされたものもあり、中にはヨーロッパの旅行者によって最近著された東の古典的な中国庭園に影響されたものもある。ランスロット・ブラウンの作品は特に影響をあたえた。また、1804年に園芸協会が結成され、19世紀の庭園にはサルのパズルやチリの松などの植物が含まれていく。これはまた、いわゆる「ガーデネスク」スタイルの庭園が発展した時期であり、これらの庭園は、かなり狭いスペースにさまざまな花を咲かせた。そしてロックガーデンは19世紀に人気が高まっていく。

## タイプ

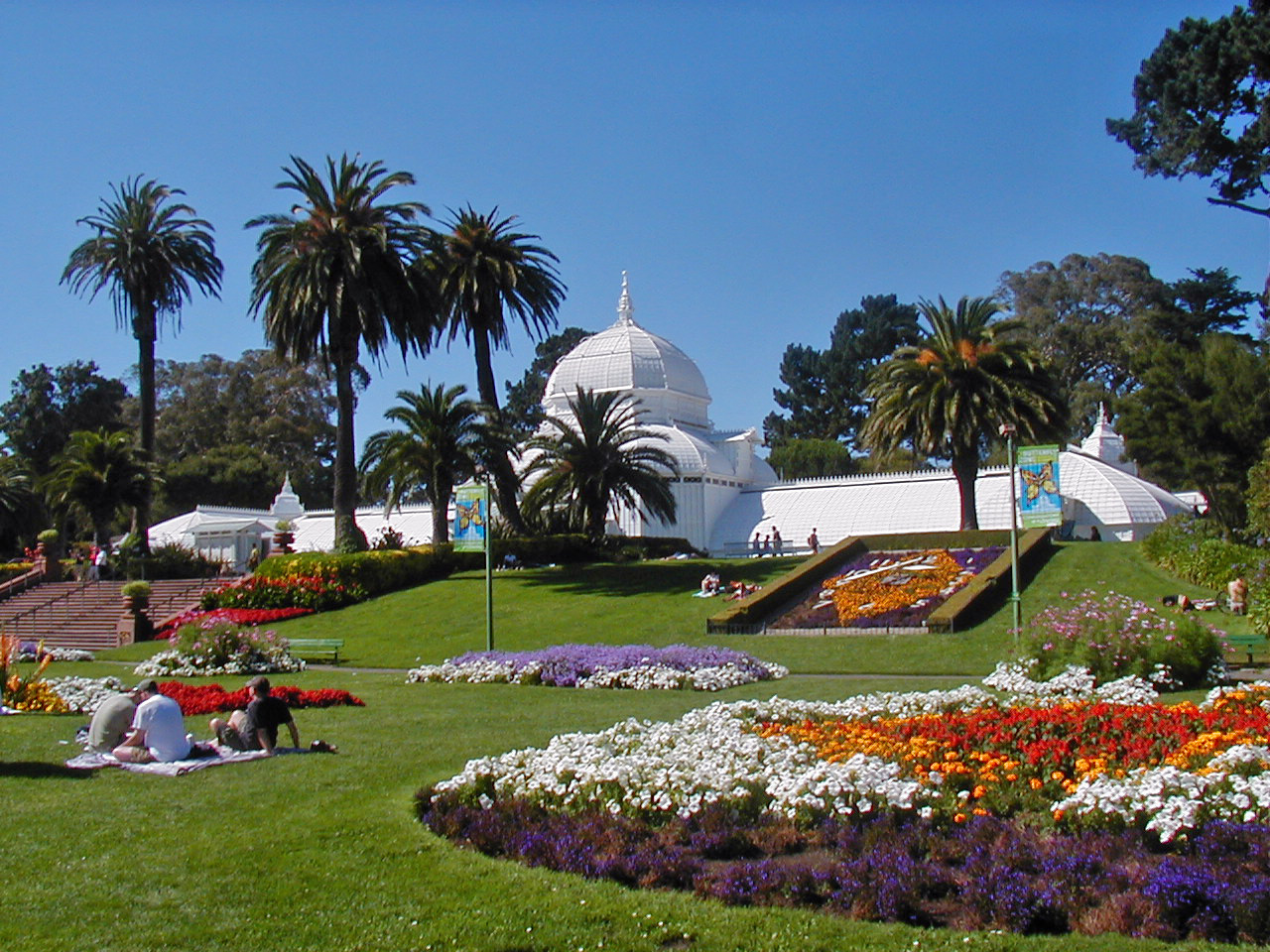
ゴールデンゲートパーク、サンフランシスコの花の温室

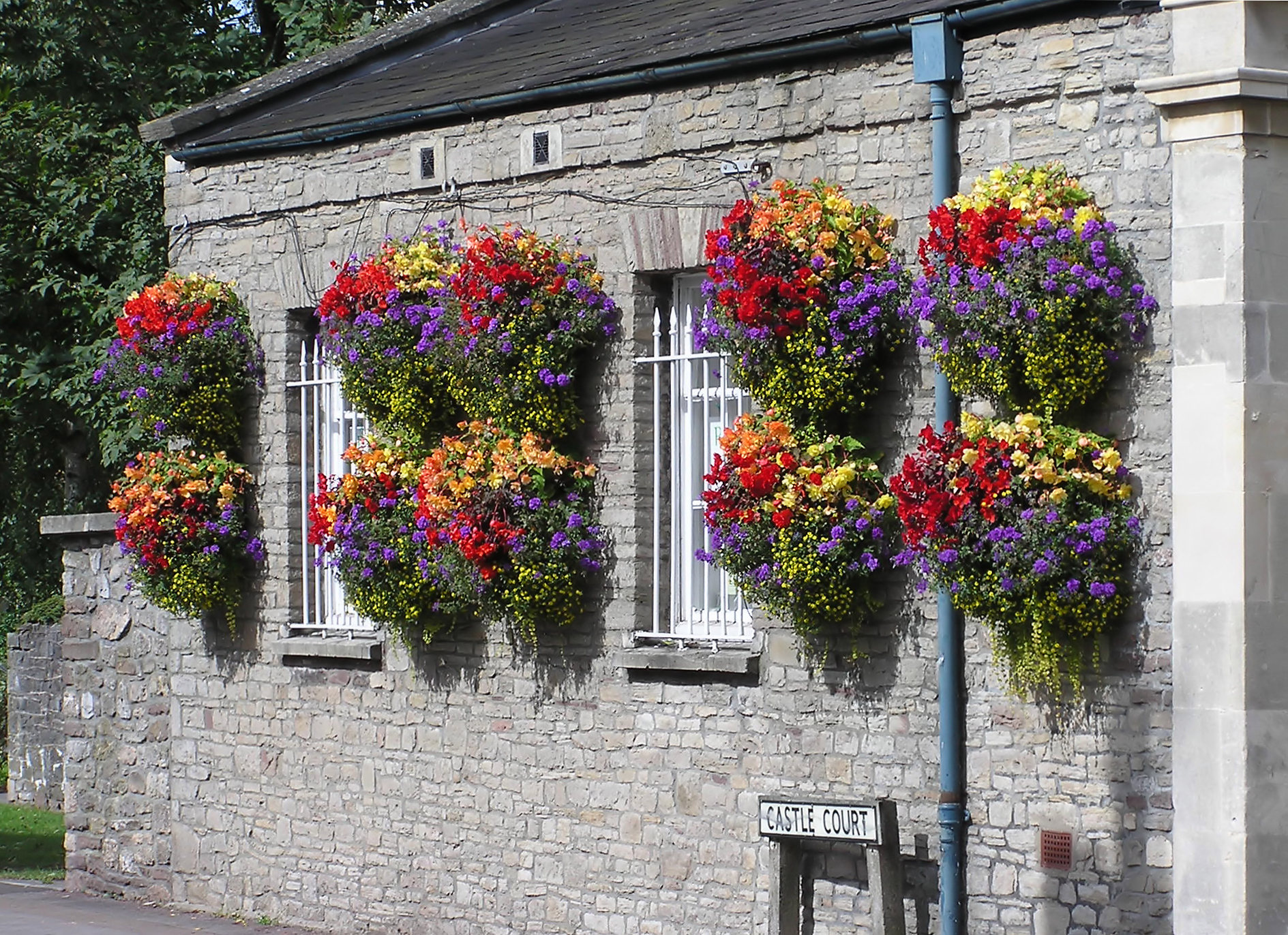
Thornbury、サウスグロスターシャー州の ハンギングバスケット

住宅園芸は庭と呼ばれるスペースで、家屋の傍らで行われる。庭は通常住宅の立つ土地の敷地にあるが、屋根の上、アトリウムの中、バルコニー上、ウィンドウボックス、パティオやビバリウムの上などにも設ける。
在来の植物園芸は野生生物生息地を作り出す意図があるかどうかにかかわらず、在来植物の活用に関係している。そのガーデニングの目標は与えられた地域と調和し、それに適応した庭園を作ることで、この種の園芸は通常水使用量、維持費および受精費用を削減しながら、本来の動物相の関心を高めていく。

### 公共施設のガーデニング
ガーデニングは公園（植栽地）、公共または半公共の庭園（ 植物園や動物園 も含）、遊園地、交通回廊沿い、観光名所やホテルなどの非住宅緑地でも行われ、このような状況では、庭師またはグラウンドキーパーのスタッフが庭を維持する。

### 屋内ガーデニング
屋内園芸の成長に観葉植物、住宅や建物内のコンサバトリーまたは温室が関係してくるが、屋内の庭は時々エアコンまたは暖房システムの一部として組み込まれており、室内園芸は秋から春にかけての生育期間を延長し、冬の園芸に活用することができます。

### 水のあるガーデニング
水のあるガーデニングはプールや池に適応した植物の成長に関係していく。湿地庭園もウォーターガーデンの一種と見なされこれらはすべて特別な条件と考慮事項を必要とするが、単純なウォーターガーデンは水と植物を含む浴槽のみで構成される。アクアスケープでは水槽内に庭がつくられる。池泉庭園も参照。

### コンテナガーデニング
コンテナガーデニングは屋内または屋外のいずれかのタイプのコンテナで植物を栽培することで、一般的な容器は鍋、吊り下げバスケットやプランターがあるがコンテナガーデニングは通常アトリウムやバルコニー、パティオ、屋上などで活用されている。en:Container_gardenを参照。

### コミュニティガーデニング
コミュニティガーデニングは、土地の区域が人々のグループによって園芸される社会活動であり、新鮮な食材や植物へのアクセス、ならびに満足のいく労働力、近隣地域の改善、コミュニティ意識および環境への接続アクセスを提供する。
コミュニティガーデンは通常、地方自治体または非営利団体によって信頼されて所有されている。庭を共有することは土地を必要としている庭師と土地所有者をパートナーにします。これらの共有庭園、一般的に前面または背面ヤードは、通常2つの当事者間で分割された食品を製造するために活用される。共用施設#共用庭園、en:Community gardening参照。

### サスティナブルガーデニング
有機園芸 (Organic horticulture) では、自然で持続可能な方法、肥料、農薬を使って、遺伝子組み換え以外の作物を栽培している。en:Sustainable_gardeningを参照。

### 森林ガーデニング

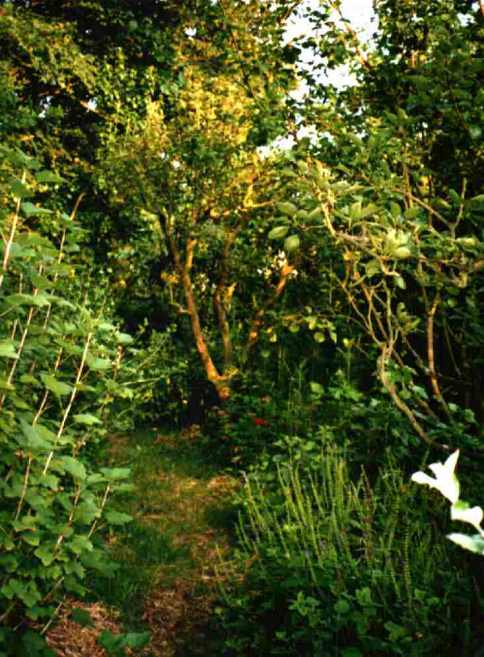
ロバート・ハートのシュロップシャーのフォレストガーデン

森林をベースにした低メンテナンスのサステナブルガーデニング、植物による食糧生産と生態系に基づき、果実やナッツを取り入れたアグロフォレストリーシステム。樹木、低木、ハーブ、つる植物、多年生野菜など、人間に直接役立つ収量のあるものを取り入れる。コンパニオンプランティングを利用して、これらを間作 (intermix) し、次々と生長させ、森の中の生息環境を構築することができるのである。こうしたガーデニングは、熱帯地域における食糧確保のための先史時代の手法であるが、1980年代にロバート・ハート (Robert Hart) がその原理を応用して温帯気候に適用し、「フォレストガーデニング」という言葉を作った。

### スクエア・フット・ガーデニング

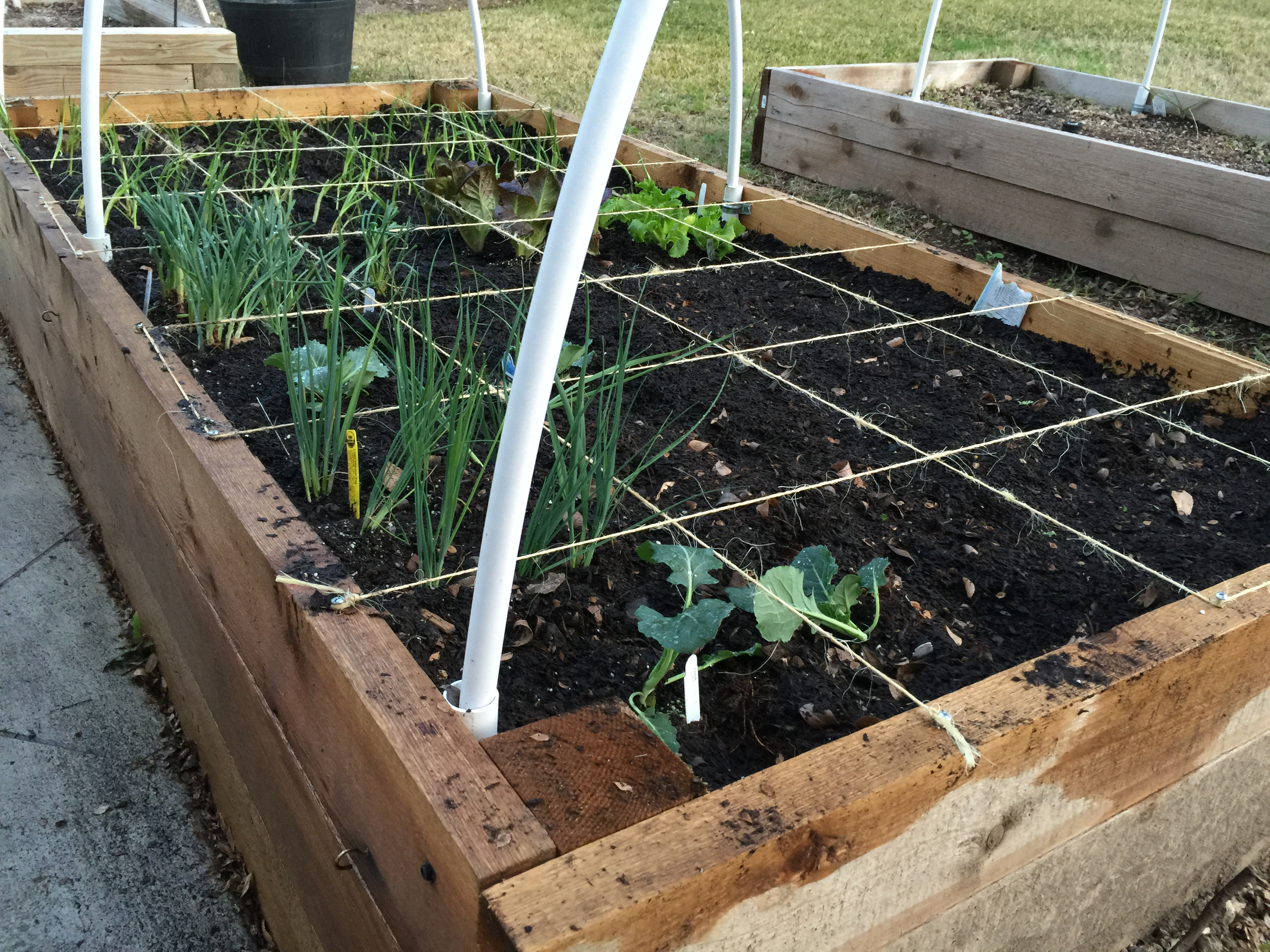
レイズドベッドでのスクエアフットガーデン

栽培面積を一辺が1フート (30 cm)の小さな正方形のセクションに分割して行うガーデニングであり、これが名前の由来である。その目的は、限られたスペースでのガーデニングでありながら、集中的に植える野菜の計画的栽培や栽培支援することである。その結果、シンプルで整然としたガーデニングシステムができあがり、そこから多くの魅力を引き出している。メル・バーソロミューが1981年に出版した同名の本の中で「スクエアフット・ガーデニング」という言葉を作り出した。

### バタフライ・ガーデニング

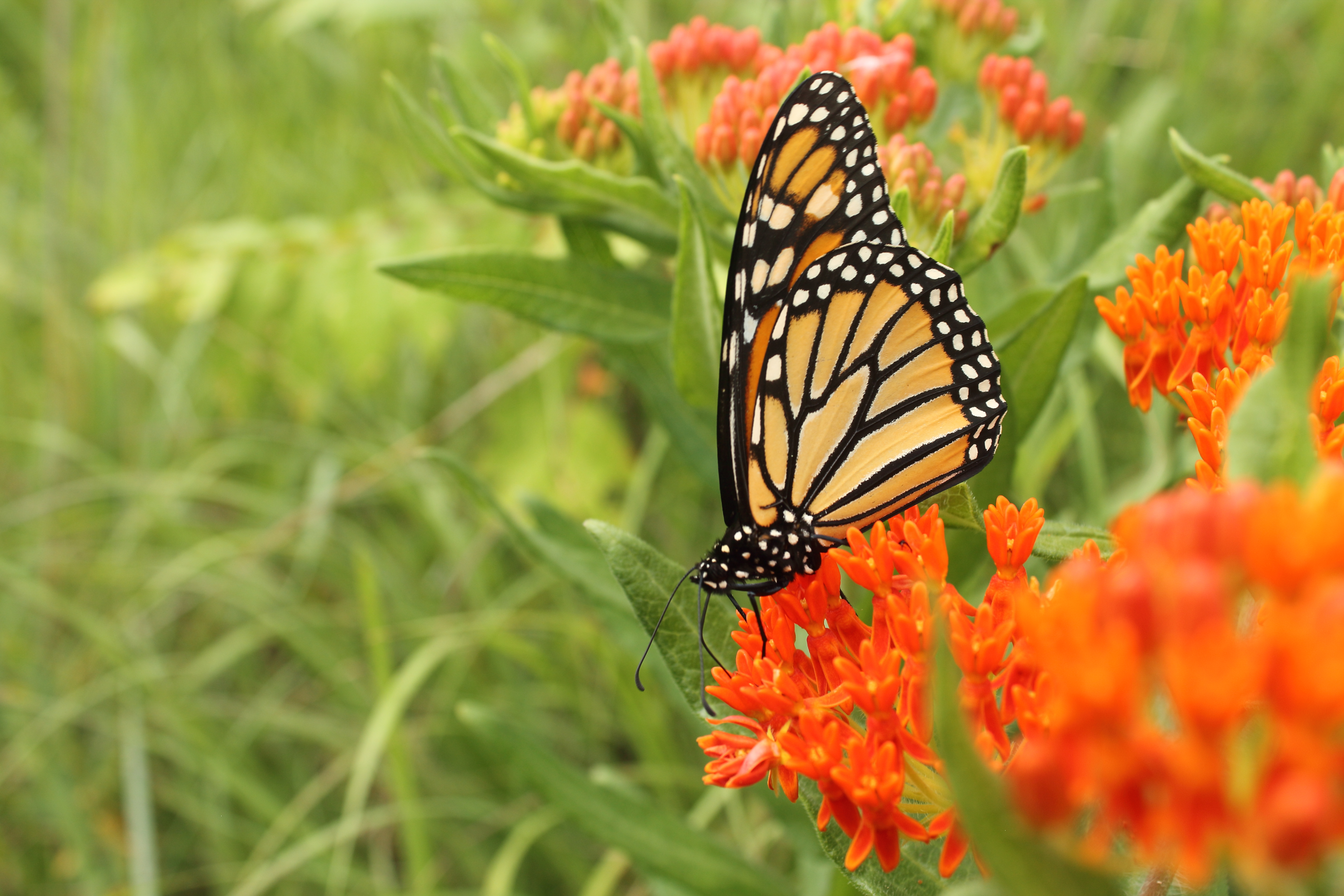
チョウセンゴヨウ（Asclepias tuberosa）を食べるオオカバマダラ（Danaus plexippus）。アメリカでは生息地の減少、メキシコでは越冬地の森林伐採により、オオカバマダラの個体数は減少している。

バタフライガーデニングとは、蝶やセセリチョウ科（skippers）、蛾などの鱗翅目の生息環境を作り、改善、維持する方法である。蝶には、卵、幼虫、さなぎ、成虫という4つのライフステージがあるが、蝶の個体数を維持するために、理想的なバタフライガーデンには各ライフステージに対応した生息地が必要なためである。

### フレンチ・インテンシブ・ガーデニング
レイズドベッド（raised bed）、ワイドベッド（wide bed）、フレンチマーケットガーデニング（French market gardening）としても知られるフランス式の集約型ガーデニングで、他の伝統的なガーデニング方法よりも狭いスペースで植物を栽培し、高い収量を得ることができるガーデニング方法である。成功のための原則に、土壌改良、レイズドベッド、密な間隔、コンパニオンプランティング、サクセッションプランティング、輪作などがよく挙げられている。名の通りフランスが発祥で、都市部の園芸家や小規模な営利目的の農業経営者の間で非常に人気がある手法。その逆はサンクンガーデン。

### 高床式ガーデニング
堆肥はレイズドベッド・ガーデニング/高床式ガーデニングや現場での堆肥化の一形態として、腐った木の山の上で植物を育てること。ドイツ借用語のそれは「マウンドガーデン」を意味する。。
Toby Hemenwayは パーマカルチャー作家であり教師であると述べ、溝に埋められた木材もまた死んだ木材のaleと呼ばれる巨大な文化の一種であると考えている。HugelkulturはSepp Holzerによって森林園芸とアグロフォレストリーの方法として、そしてGeoff Lawtonによる乾燥地農業と砂漠緑化の方法として実践されている。大量の廃木材や木質の破片を処理する方法として使用するとhugelkulturは炭素の隔離を実現。これはゼロキャスティングの一種。

## 庭の特徴とアクセサリー
ガーデニングはプロとアマチュア両方が創造性を行使するため、市場で利用可能な機能や、アクセサリーも広範囲にあつかう。これらは装飾や機能を追加するために活用され、銅、石、木、竹、ステンレス鋼、粘土、ステンドグラス、コンクリート、鉄などの幅広い素材から作られており、例としてはトレリス、アーバー、彫像、ベンチ、噴水、壷、バードバスやフィーダー、ならびにキャンドルランタンや石油ランプなどの庭の照明が挙げられる。こうしたアイテムの活用は、庭師や園芸人自身の表現の一部になることがある。

## 農業との比較

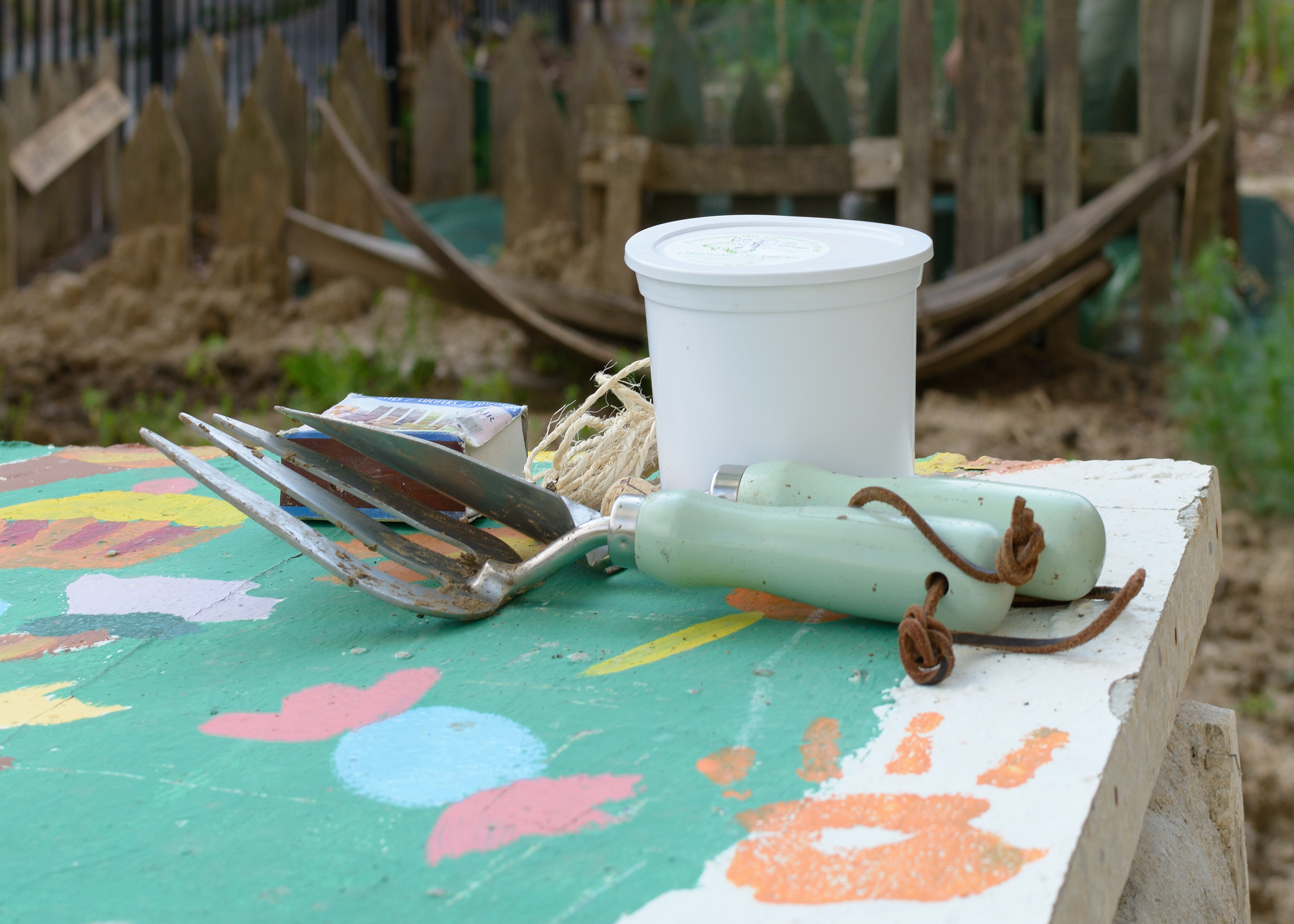
ハンドガーデニングツール

美のためにおこなっているガーデニングは実際には耕作とほぼ同じくらい古いが、大多数の人にとって歴史の大部分では食料や他の有用な製品の必要性から栽培を切り開いたので、本当は区別はなかったし、逆に小規模の自給自足農業（牧畜と呼ばれる）なら園芸とほとんど区別がつかない。個人的なことのためにペルーの農家やアイルランドの小規模農家によって栽培されたジャガイモのパッチが庭または農作業のいずれかとして説明することができうるが、一般人のみるガーデニングは、裕福さと遊園地の影響を受けて美やレクリエーション、レジャーなどをより重視する別分野として発展していった。一方、農業が発展してきた方向に先進国で商業化、規模の経済性及び単作がある。
その食料生産の目的に関しても、主に規模と意図により農業は園芸より際立っているが、農業はより規模が大きく、販売可能な商品の生産が大きな動機となっており、一方ガーデニングは主に喜びと庭師自身の家族やコミュニティのために商品を生産するため小規模で行われている。市場ガーデニングと呼ばれることが多い中程度の大きさの野菜栽培が、どちらのカテゴリにも当てはまるという点で、用語間にはいくつかの重複がみられる。

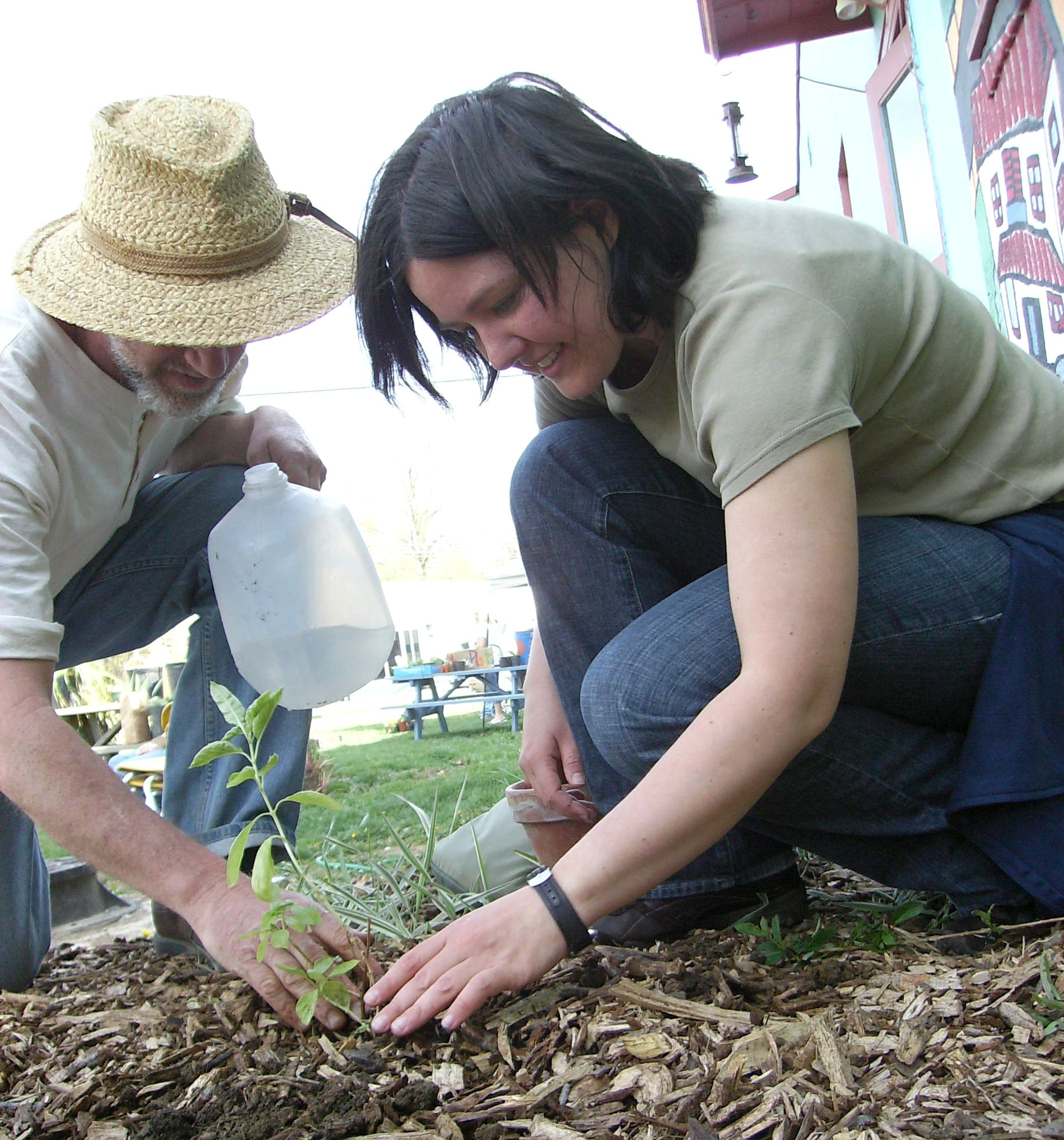
庭に植える

こうしたガーデニングと農業の主な違いは、本質的には規模の違いでありガーデニングは趣味やサプリメントになることができうるが、農業は一般的に知られるようにフルタイムまたは商業的な活動として通常はより多くの土地を必要とし、とまったく異なる慣習を伴う。また1つの違いは、ガーデニングは労働集約的で、インフラストラクチャーの資本などはほとんど使わず鋤、鍬、バスケット、じょうろなどの道具はほんの数本しか必要としない。これとは対照的に、大規模農業では灌漑システム、化学肥料、収穫機や少なくとも梯子で果樹に手を差し伸ばすことがよくある。しかしこの区別は小さな庭でも電動工具の使用が増えるにつれて曖昧になっていく。
部分的には労働集約度と審美的動機のためか、ガーデニングは農業よりも土地の単位当たりの生産性がはるかに高いことがよくある。ソビエト連邦では、食料の半分は小さな農民の農園にある小さな農民の農園から供給されていた。 資本主義にたいして幾人かが優位性の証拠としてこれを主張し以来、コルホーズは農産物を売ることができ、その他それがコモンズの悲劇の証拠だと考えてしまっている。
Monty Donは、現代の庭師と近世の農民との間の不可解なつながりを推測している。
精密農業という言葉が時々使われ特に有機栽培品種の中間技術（道具以上、収穫機以下）を用いた園芸について説明で、ガーデニングは効果的に拡大され、100人を超える人々が集まる村全体を専門の農園から養うことができる。変種は、都市居住者に場を提供するコミュニティガーデンがある。貸し農園を詳しくは参照。

## 芸術としての庭園

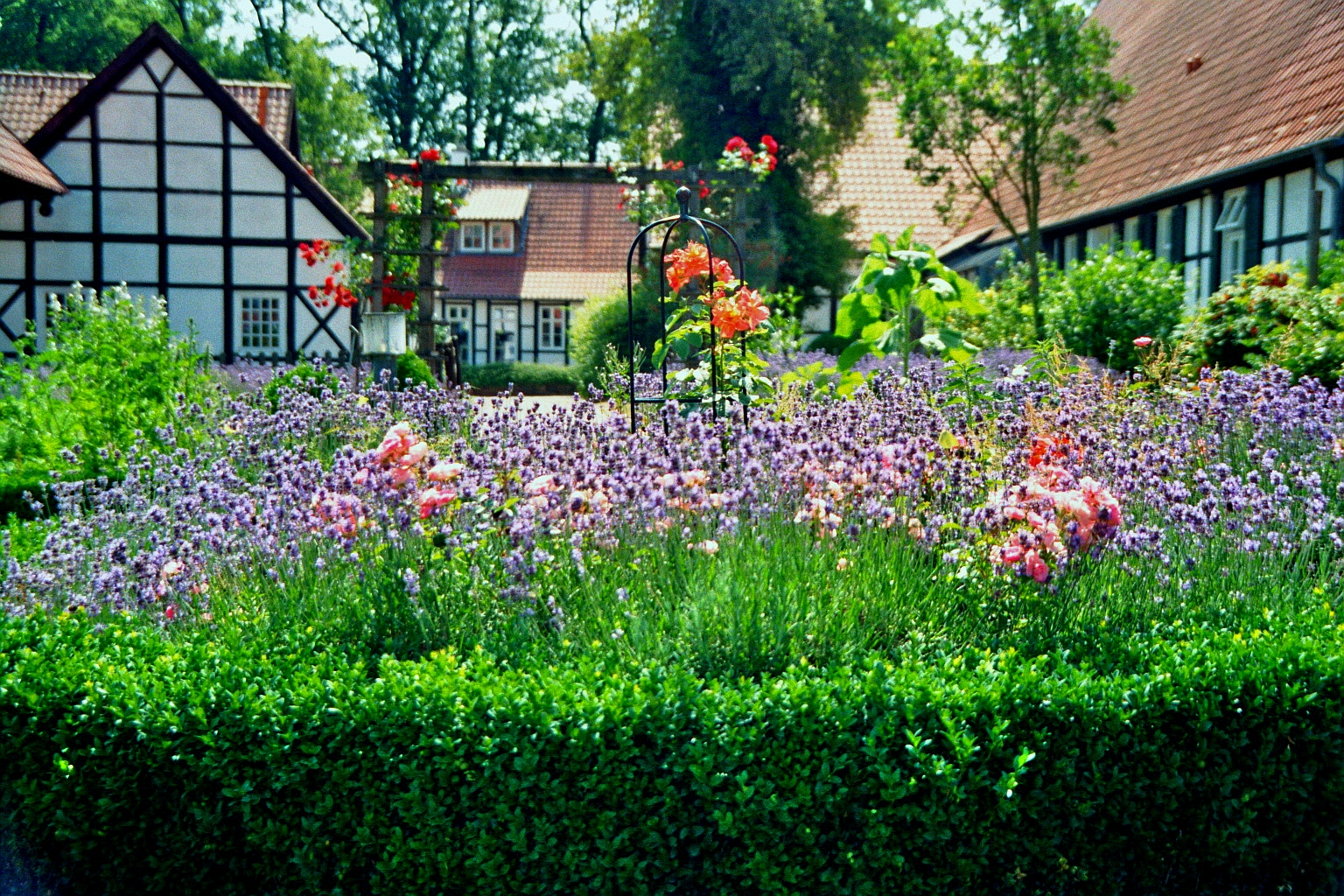
ドイツ、ノルトライン＝ヴェストファーレン州、メッティンゲンSchultenhofの庭園

ガーデンデザインは一般的に庭のメンテナンスを意味するガーデニングとは区別され、ほとんどは文化芸術であると考えられているが、庭のデザインには多年生、蝶、野生生物、日本語、水、熱帯、または日陰の庭など、さまざまなテーマを含めることができうる。日本では過去サムライと禅僧がしばしば装飾的な庭を造っているが、生け花として知られているフラワーアレンジメントのような関連スキルを体得することをも要求されていた。18世紀のヨーロッパでは、フランスのヴェルサイユやイギリスのストウのように、田園地帯は造園家によって整形式庭園や美しい公園に改装されていった。今日ではランドスケープアーキテクトやガーデンデザイナーはプライベートガーデンスペースのための芸術的で創造的なデザインを生み出し続けており、米国ではプロのランドスケープデザイナーはランドスケープデザイナー協会によって認定されている。

## 社会的側面
意図的であろうとなかろうと、人々は自分の政治的または社会的見解を庭園で表現することができうる。庭の問題として芝生の問題がよく再生され、これは都市計画をめぐる議論として土地倫理を決定する土地利用計画をさだめて衛生の条例（例えば雑草防除）を適用かまたは土地は自然や野生の状態で一般的に存在することが許されるべきかというものがある。
有名なカナダ人権憲章の訴訟でサンドラベル対 "トロント市"は1997年、すべての在来種を栽培する権利は、有害であるかアレルギーがあると疑われる品種でさえも表現の自由の一部として支持された。
コミュニティガーデニングは、土地と庭園を共有するための多種多様なアプローチから成るが、このとき人々は自分の家や庭を生け垣で囲むことがよくある。一般的なヘッジ植物はイボタノキ、サンザシ、ブナ、イチイ、レイランドヒノキ、ツガ、ニオイヒバ、メギ、ボックス、ヒイラギ、キョウチクトウ、レンギョウやラベンダーなどであるが、生け垣のないオープンガーデンのアイデアは、プライバシーを享受する人々にとっては不快かもしれない。
スローフード運動は、いくつかの国では食用の校庭や庭の教室を学校に追加しようとしている。例えば、オンタリオ州のファーガスでは公立学校に導入されて台所の教室が増えている。
都市の土地所有者が収穫の分け前と引き換えに庭師が自ら財産で成長を可能にする庭の共有は、自分の食物の品質を管理し、そして土と共同体と再接続したいという欲求と関連している。
また、有機栽培の肥料や農薬を使って植物を栽培し、それによって生産される花や果物が環境や人々の健康に悪影響を及ぼさないようにする「グリーンガーデニング」の概念も人気を集めています。
米国および英国の用法では、建物の周りの観賞用の植栽の生産はlandscaping(造園工事)、landscape maintenance(ランドスケープの維持管理)またはgrounds keeping(グラウンドキープ)と呼ばれているが、国際的な用法はこれらの同じ活動のためにgardeningという用語を使用している。
社会大衆の健康という点では、たった1回のガーデニングだけでも、脳の健康にはとても良いのである。

## 庭の有害生物
庭の有害生物は一般に、庭師が望ましくないと考える活動に従事する植物、真菌または動物（しばしば昆虫 ）で、有害生物は自分の望ましい植物を密集させ、土壌を乱し、若い実生の成長を妨げるか果物を盗むかまたは損傷する、あるいはそうでなければ植物を殺し成長を妨げ外観を損なう、または植物の食用または装飾用部分の品質を低下させる。アブラムシ、クモダニ、ナメクジ、カタツムリ、アリ、鳥そして猫さえもが一般的に庭の有害生物であると考えられている。
庭師らはそれぞれ異なる目標を持っているかもしれないので「庭の有害生物」と考えられる生物は庭師それぞれに異なり、例えばTropaeolum speciosumは、望ましい観賞用の園芸植物と考えられてもよいし、望まれていない場所に種が植えられて成長し始めたら有害生物と見なされることもある。別の例として芝生でコケが支配的になり根絶することがある可能性がある。芝生では幾つか地衣類、特にPeltigera lactucfoliaやP. membranaceaなどの非常に湿った芝生地衣類は防除が困難になり、有害生物と見なされることがある。

### 庭の有害生物駆除
不要な有害生物を庭から取り除く方法は多くあり、そのテクニックは有害生物、庭師の目標、そして庭師の哲学によって異なる。例えばカタツムリは化学農薬、有機農薬、手摘み、障壁または単に成長しているカタツムリ抵抗性植物の活用を通して対処され得る。
有害生物防除はしばしば有機農薬または人工合成で製造される農薬の使用を通して行われる。農薬は標的種と非標的種の両方の個体群に及ぼす影響があるため、庭の生態に影響を与える可能性がある。例えば最近のミツバチ個体数の減少の要因として、ネオニコチノイド系農薬への意図しない曝露が考えられている。モグラバイブレーターは庭のモグラの活動を抑止することが可能。
制御の他の手段は、より良い攻撃に耐えるように植物の健康と活力を向上させるために肥料とbiostimulantsを使用して、感染した植物の除去、輪作使用して害虫のビルドアップを防ぐためにコンパニオンプランツと、消毒や有害生物をかくまう可能性がある破片や雑草除去などの衛生面で対策を打つ。

### ガーデンガン

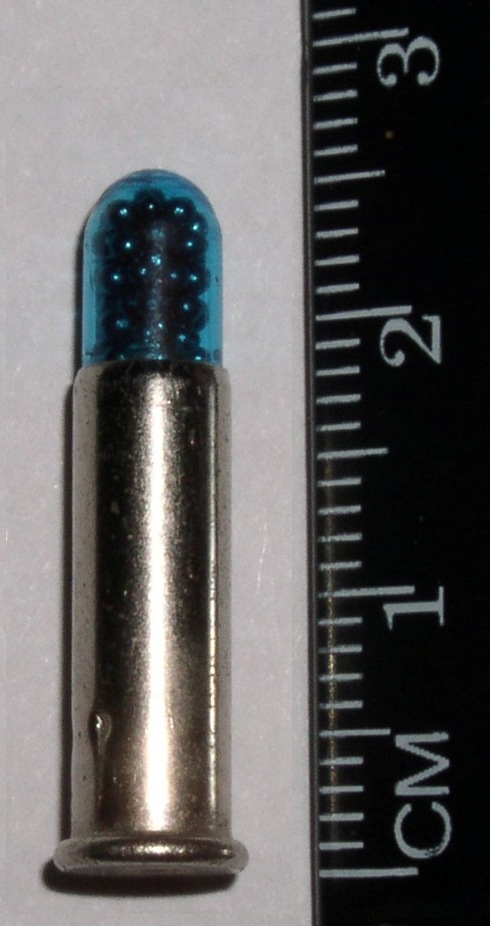
＃12ショットを搭載したCCI。22 LRスネークショット

「ガーデンガン」は0.22口径のスネークショットを発射するよう特別に作られた滑らかな口径のショットガンで、庭師や農家によって有害生物駆除のために一般的に使用されており、15ヤードを過ぎてもほとんど害を及ぼさないほか近距離武器で15ヤードから20ヤードまで、そして標準的な弾薬と比較してスネークショットで発射されたとき比較的静かであり、屋根や壁穴に撃つ、もっと重要なのは家畜など傷つけないようにこれらの銃は納屋や小屋の内部に特に有効で、また空港、倉庫、ストックヤード等での有害生物防除のために活用される。

## 関連項目

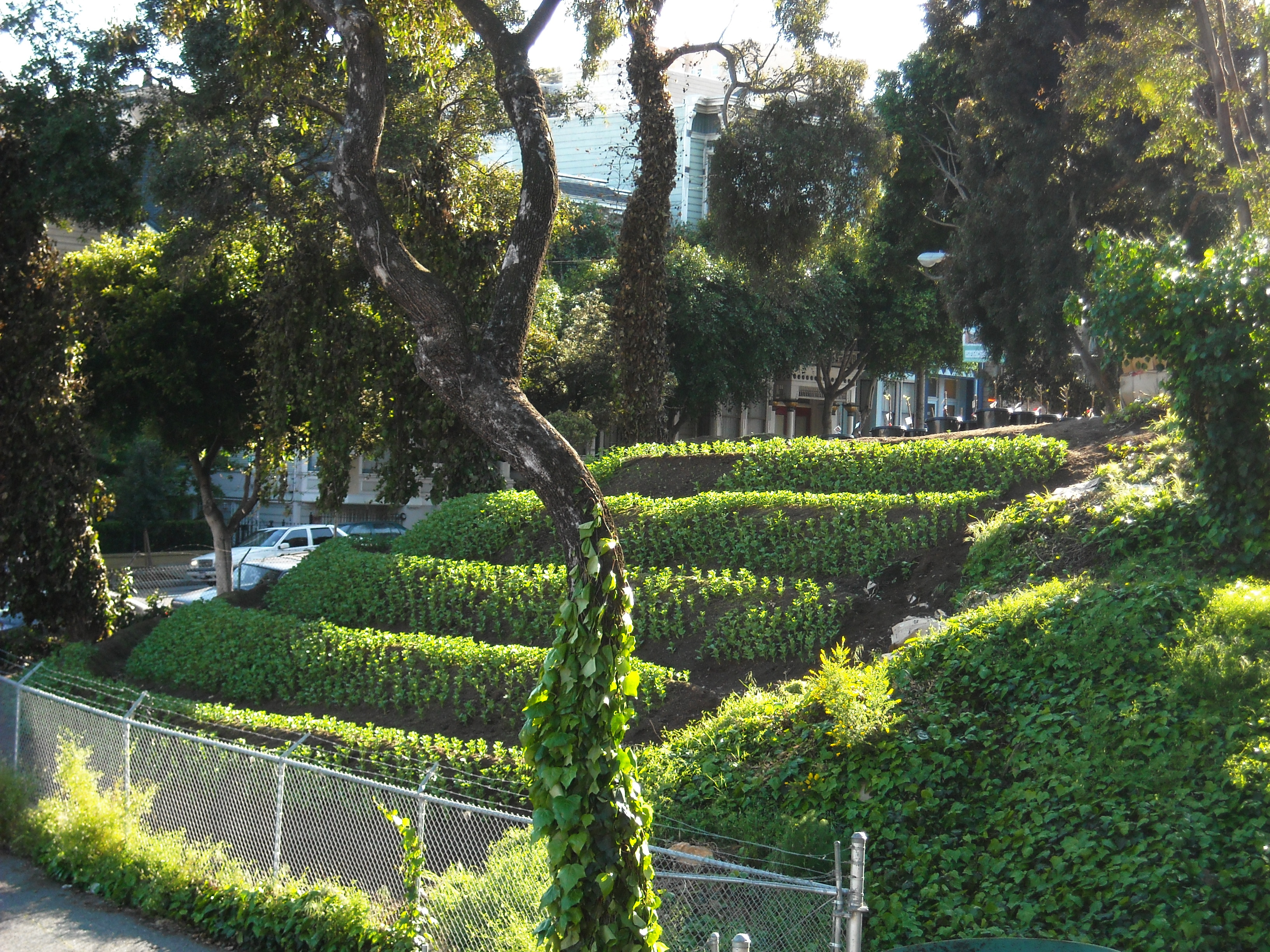
サンフランシスコのかつての中央高速道路の傾斜路にある、コミュニティで建てられた農場、Hayes Valley Farmにソラマメの木が植えられた